# Metaplexis japonica
Metaplexis japonica là một loài thực vật có hoa trong họ La bố ma. Loài này được (Thunb.) Makino mô tả khoa học đầu tiên năm 1903.

## Hình ảnh

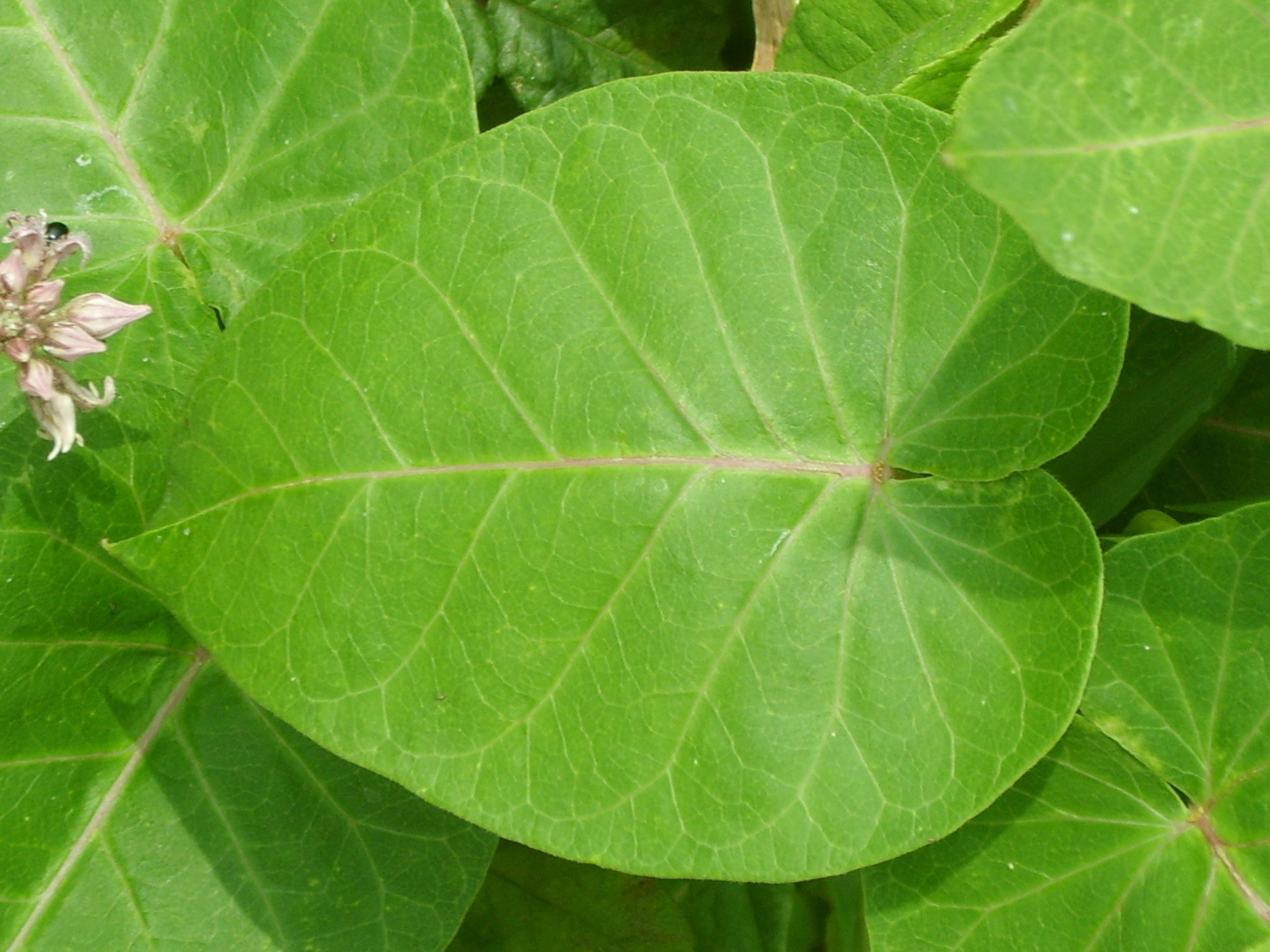
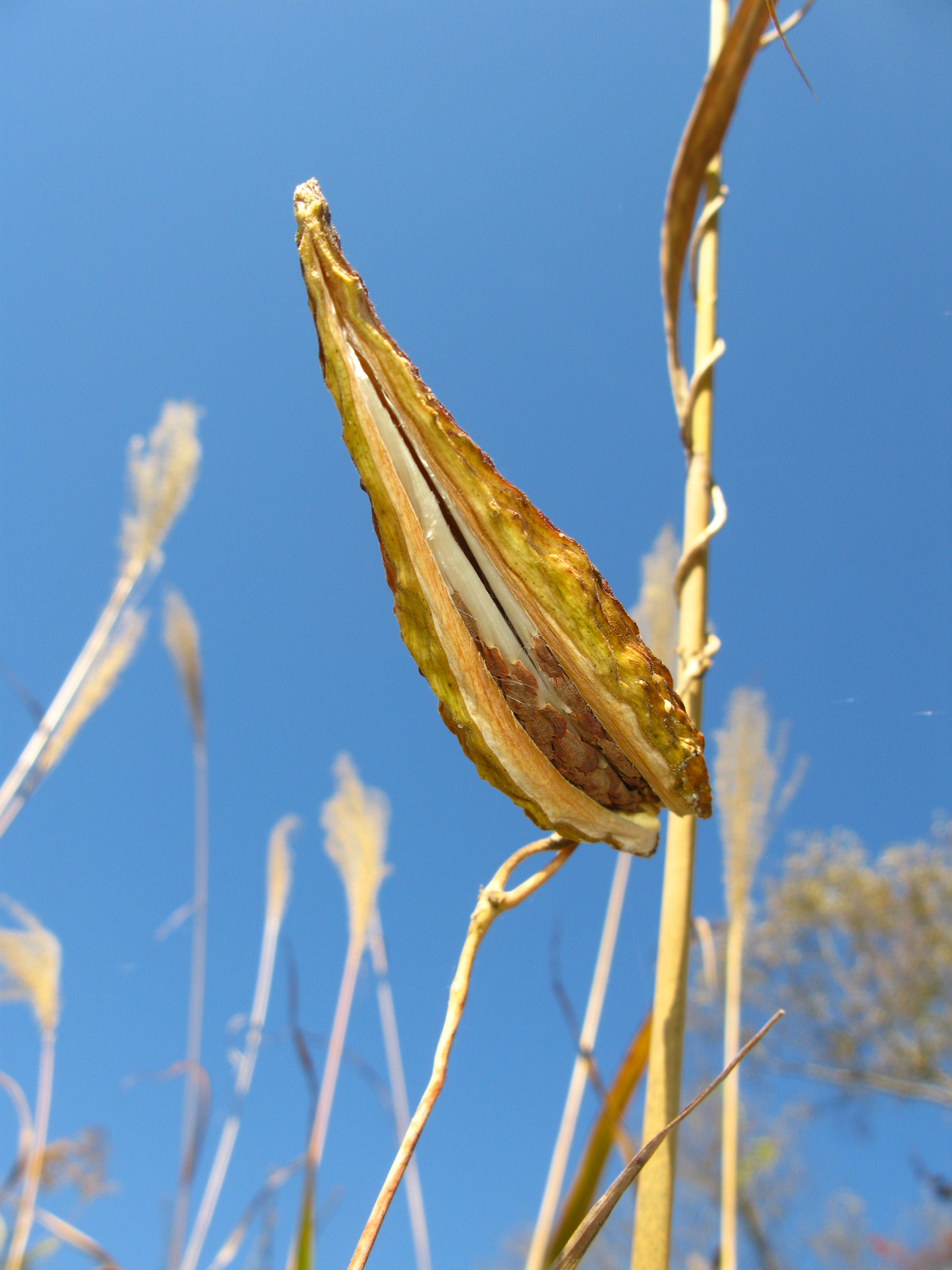
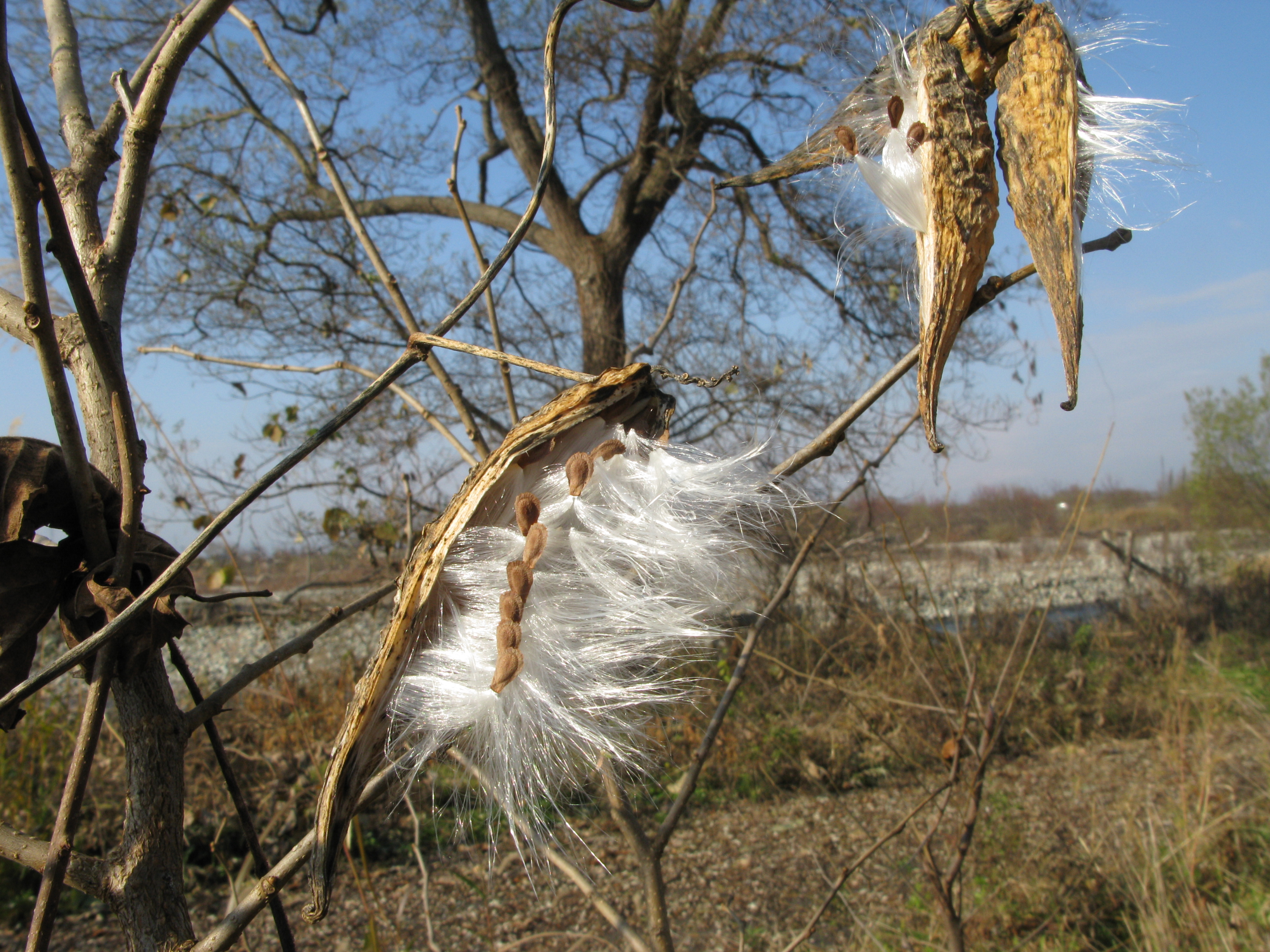
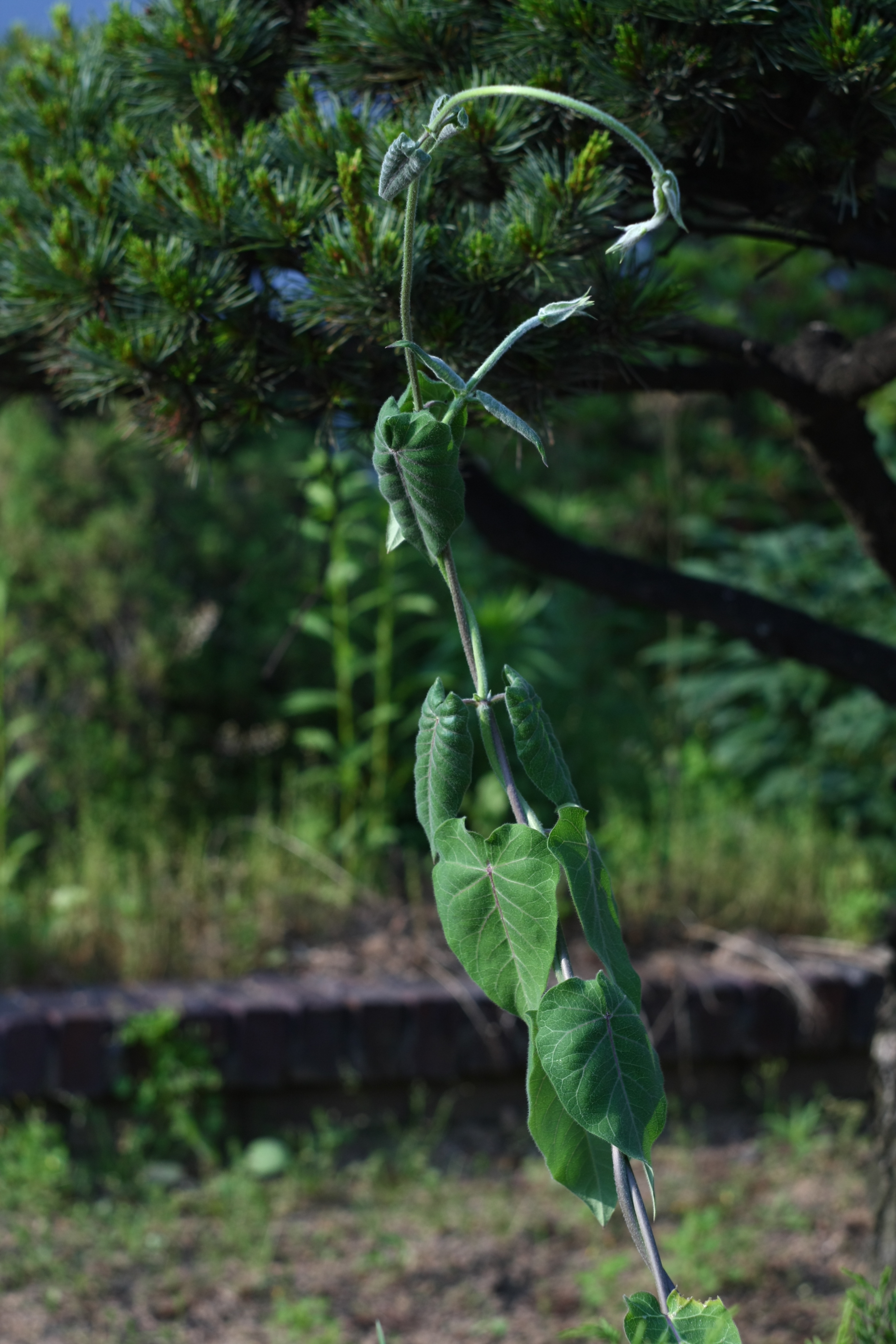